# Fescennina
Fescennina (łac. fescennini versus) – satyryczny dialog młodych ludzi – ludowa italska pieśń lub wiersz przypominająca kuplet.
Forma była najczęściej improwizowana podczas wesołych obrzędów - wesel, winobrań, czy dożynek. Wygłaszali ją młodzieńcy w maskach. Fescenniny były często złośliwe i uszczypliwe, cechując się ciężkim i dosadnym dowcipem. Ze względu na swą formę i budowę mogły być zalążkiem sceny rzymskiej. Żadna nie zachowała się, ale niektóre elementy zostały przechowane w późniejszych utworach, m.in. wyszydzających.